# Primera Grabación
Primera Grabación es el nombre del primer álbum de la banda de rock argentina Los Tipitos, grabado en agosto de 1995, en un estudio portátil perteneciente a Juan Montechia. Fueron las primeras catorce canciones editadas exclusivamente en casete, que en su momento habían llegado a manos de León Gieco. El material fue rescatado en 2004, impulsado por el gran éxito de Armando Camaleón, una placa que contenía el hit "Brujería" y que los alejó del under para incluirlos dentro de las bandas más exitosas del año.

## Lista de temas
1. La gorda Montero
2. Visiones del 3º día
3. La cara del asesino en la retina del cadáver
4. Viento del norte
5. Las polillas
6. Matorral
7. Todas las hermanas del mundo usan la misma bombacha
8. Exquisito y falso
9. Rap
10. La feliz
11. Van Gogh
12. Dark
13. El ojo en la montaña
14. Marcando la bobera

## Créditos
- Producción artística: N. Montechia y Los Tipitos
- Técnico de grabación: N. Montechia
- Producción ejecutiva: Guillermo Báez
- Arte: Miguel Issa
- Diseño: Alejandra García
- Grabado y mezclado en: Estudio "Interactivo", entre junio y agosto de 1995 - Mar del Plata

## Músicos
- Raúl Ruffino
- Pablo Tévez
- Federico Bugallo

## Músicos invitados
Artistas invitados:
- Walter Piancioli
- "Nachi" Montechia
- Luciano Brindisi
- Yael[2]